# 69e bataillon de tirailleurs sénégalais
Le 69e Bataillon de Tirailleurs Sénégalais (ou 69e BTS) est un bataillon français des troupes coloniales.

## Création et différentes dénominations
- 28/02/1919: Le bataillon reçoit des renforts du 122e BTS qui vient d'être dissous

## Devise
Et la guerre continuera.

### Sources et bibliographie
Mémoire des Hommes